# آمریکای روسیه
آمریکای روسیه (روسی: Русская Америка) نام سرزمین‌های مستعمراتی روسیه در آمریکای شمالی از ۱۷۳۳ تا ۱۸۶۷ بود. پایتخت این قلمرو «نووو آرخانگلسک» (آرخانگلسک نو) بود که امروزه شهر سیتکا نام دارد. ساکنان این سرزمین در ایالت‌های کالیفرنیا، آلاسکا و دو بخش از هاوایی پراکنده شدند. مالکیت رسمی امپراتوری روسیه بر این سرزمین در سال ۱۷۹۹ تثبت شد که طی عهدنامه‌ای انحصار برخی حقوق به کمپانی روسی-آمریکایی واگذار شده و توسط کلیسای ارتدکس روسی تأیید و تضمین شد. بسیاری از این حقوق و دارایی‌ها در سده ۱۹ میلادی از بین رفت و در نهایت در سال ۱۸۶۷ امپراتوری روسیه باقی‌مانده دارایی‌ها و سرزمین‌های خود در آلاسکا را به بهای ۷٫۲ میلیون دلار (۱۲۳ میلیون دلار به ارزش امروزی) به ایالات متحده آمریکا فروخت.

## نگارخانه

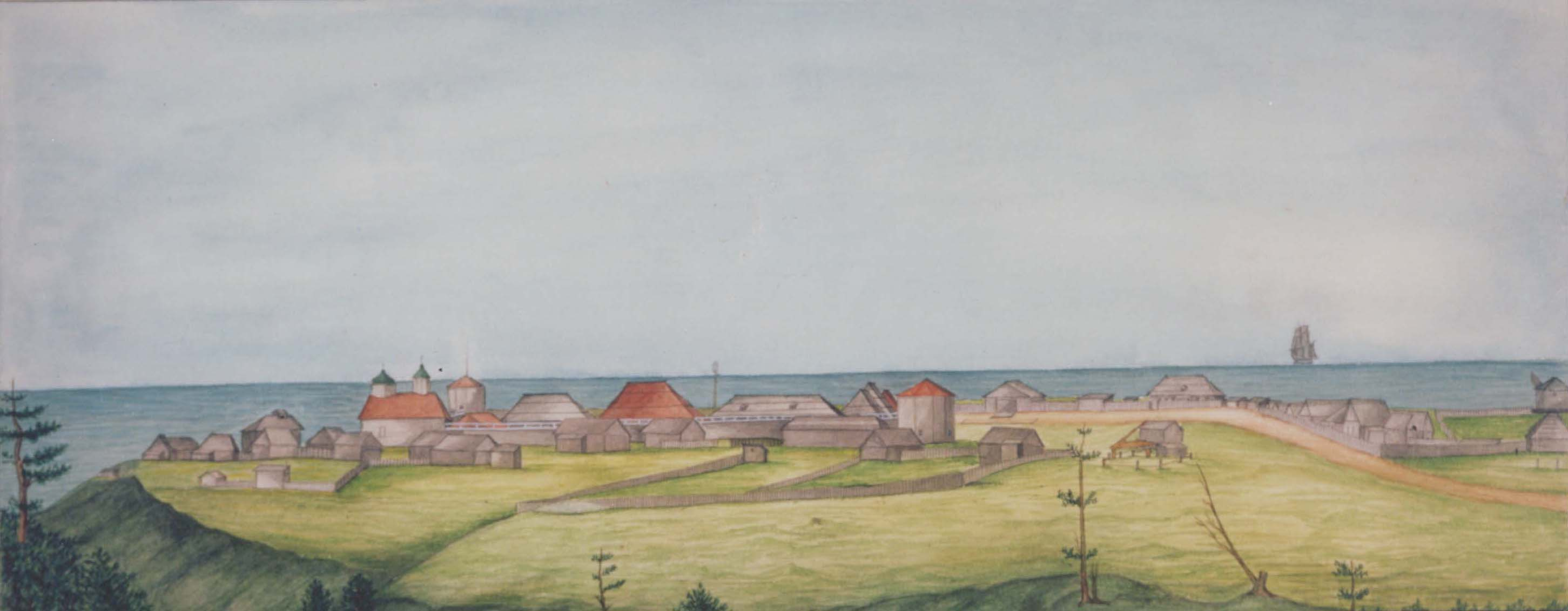
فورت راس
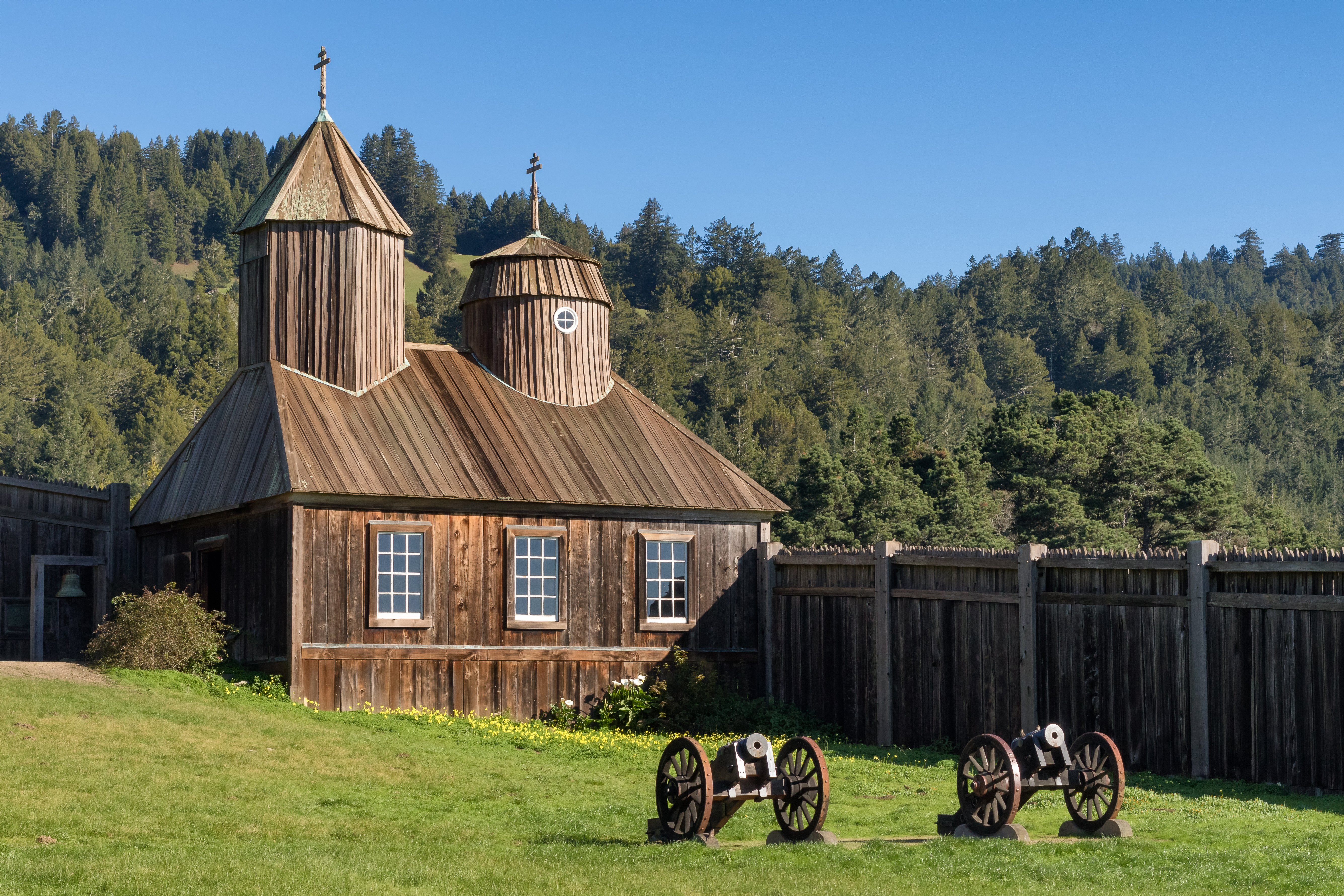
نگاره‌ای از نمازخانهٔ تثلیث مقدس نیکلاس قدیس در فورت راس واقع در شهرستان سونوما، کالیفرنیا.
فورت راس یکی باروی دفاعی و شهرک مسکونی متعلق به سرزمین‌های مستعمراتی روسیه در آمریکای شمالی بود که از سال ۱۷۳۳ تا ۱۸۶۷ میلادی رونق داشت.